# M4 High-Speed Tractor
Der M4 High-Speed Tractor war ein US-amerikanischer Vollkettenartillerietraktor aus den 1940er-Jahren, der bis in die 1960er-Jahre verwendet wurde. Das Fahrzeug wurde für das Ziehen von Artilleriegeschützen konzipiert.

## Beschreibung

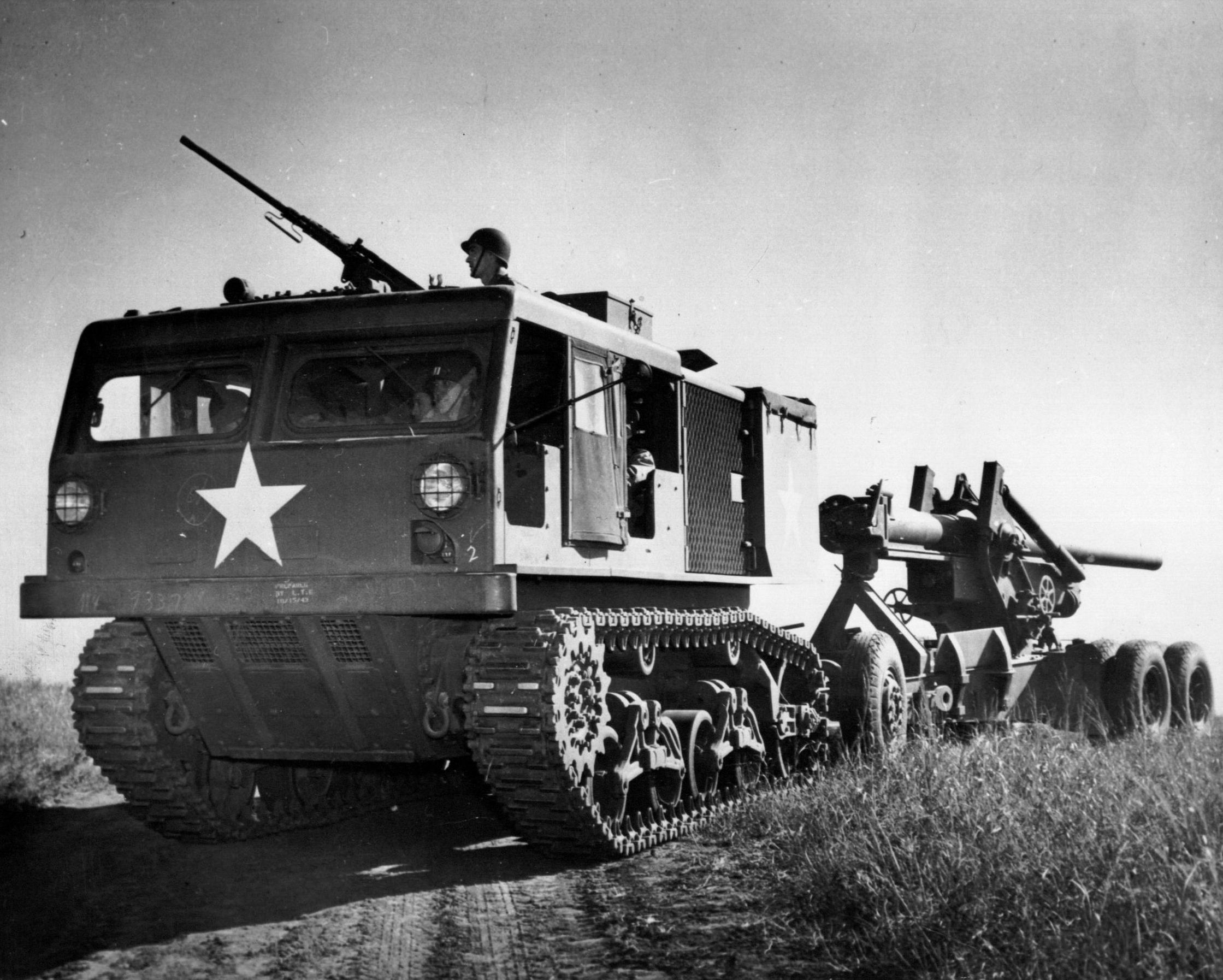
Ein M4 High-Speed Tractor beim Ziehen einer 155-mm-Haubitze („Long Tom“)

Der Artillerieschlepper M4 wurde in Milwaukee von Allis-Chalmers, im Jahr 1942 beginnend, hergestellt. Das Fahrzeug war bis Anfang der 1960er-Jahre bei der US Army im Dienst. Zwischen 1943 und 1946 wurden etwa 5.500 Fahrzeuge produziert. Der Schlepper wurde für das Ziehen von 90-mm-Flugabwehrkanonen, 155-mm-Haubitzen vom Typ „Long Tom“ und 240-mm-Haubitzen M1 entwickelt. Im Zuge des Mutual-Defense-Assistance-Programms wurde der M4 nach dem Zweiten Weltkrieg auch nach Japan, Brasilien, Westdeutschland, Jugoslawien, Österreich (Bezeichnung: Kettenzugmaschine M4) und Pakistan exportiert. Bei der Bundeswehr wurde der Traktor bei den Feldartilleriebataillonen bis circa 1960 zum Schleppen der Feldhaubitze M114, M115 und der Feldkanone M59 verwendet.
Der M4 High-Speed Tractor wurde auch im zivilen Bereich, als Flugfeldlöschfahrzeug, in den Niederlanden bis in die 1980er-Jahre als Lösch- und Bergefahrzeug in geringer Stückzahl verwendet. Bei diesen Fahrzeugen handelte es sich um umgebaute ehemalige Armeeschlepper, die nach der Ausmusterung in den frühen 1960er-Jahren beschafft wurden.

## Technik

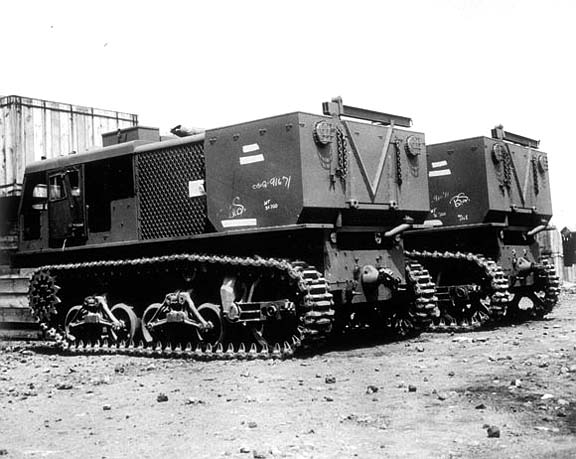
M4 High-Speed Tractor (1943)

Der M4 High-Speed Tractor basierte auf dem Fahrgestell des M3 Stuart. Angetrieben wurde er von einem Sechszylinder-Otto-Reihenmotor vom Typ 145GZ oder F817G des Herstellers Waukesha, der bei 2100/min 155 kW (210 PS) erzeugte. Der Hubraum des Motors betrug 13.400 cm³. Die maximale Anhängelast des M4 belief sich auf 14 Tonnen. Der Traktor konnte 30°-Steigungen bewältigen. Im Schlepper konnten bis zu 12 Personen transportiert werden, damit fand die Bedienmannschaft des gezogenen Geschützes im Innern Platz. Die Besatzung befand sich im vorderen Teil des Schleppers. Der Motorraum befand sich im mittleren Teil des Fahrzeuges, im Heck wurde die Munition gelagert. Spätere Ausführungen des M4-Schleppers waren mit einem Kran am hinteren Teil des Fahrzeugs ausgestattet, mit dem schwerere Artillerieprojektile gehoben wurden. Die Seilwinde des Krans konnte zehn Tonnen ziehen.